# Coussapoa macerrima
Coussapoa macerrima är en nässelväxtart som beskrevs av Paul Carpenter Standley, Amp; Williams, R.W.A.P. Akkermans och C.C. Berg. Coussapoa macerrima ingår i släktet Coussapoa och familjen nässelväxter. Inga underarter finns listade i Catalogue of Life.